# ハリソン・オスターフィールド
ハリソン・オスターフィールド（Harrison Osterfield）、本名ハリソン・ジョン・オスターフィールド（Harrison John Osterfield、1996年7月4日 - ）は、イギリスの俳優、モデル。

## 略歴
イングランドの南東部 サリーで生まれ、妹のシャーロットと共にウェスト・サセックスの近くで育つ。
2008年〜2014年までCaterham schoolに寄宿生として通い、演劇部に参加し役者を志すようになる。その後演劇学校BRIT Schoolにて、同級生であったトム・ホランドと出会い親友になる。BRIT Scool卒業後、 The London Academy of Music and Dramatic Art (LAMANDA)に通い、いくつかの舞台の主演を務める。
LAMANDA卒業後に、2つの映画でホランドのパーソナルアシスタントを務めカメオ出演を果たす。
2018年6月、ジョージ・クルーニーの監督作である『Catch-22』に脇役としてキャスティングされたことが発表された。
2021年にNetflixシリーズ『ベイカー街探偵団（The Irregulars）』で初主演を務めた。
2023年にベルギーのTVシリーズ『Girls at the River』にJonathan役として出演を果たした。

## エピソード
ホランドと『スパイダーマン ホームカミング』(2017)にてネッド役として共演したジェイコブ・バタロンと3人でグループチャットを組むほど仲が良く、ファンの間ではThe Holy Trinityと呼ばれていた。
コロナのパンデミックの間は親友のホランドとホランドの弟（ハリー・ホランド）と親友Tuwaine Barrettの4人で共同生活を送った。
2019年に父親が他界。
モンティーという名の犬（犬種: イングリッシュ・スプリンガー・スパニエル ）を飼っていたが、2021年1月に亡くなっている。
慈善団体Emily Ash Trustのサポーターであり、度々ファンを楽しませるイベントを開催しながら寄付を呼びかけている。
Aussie mega シャンプーを愛用していることを公表している。

## 出演作品
| 年   | タイトル                              | 役名                       | 備考            |
| ---- | ------------------------------------- | -------------------------- | --------------- |
| 2014 | Trepidation                           | Orphan                     | 短編            |
| 2015 | Supply and Demand                     | Edward Lucas               | 短編            |
| 2015 | Colours                               | フットボール選手           | 短編            |
| 2017 | Ethan Adler's Guide to Homicide       | Ethan Adler                | 短編            |
| 2017 | One in a Million                      | Spooner                    | 短編            |
| 2017 | スパイダーマン:ホームカミング         | Boy in School (Uncredited) |                 |
| 2018 | アベンジャーズ/インフィニティ・ウォー | Boy on Bus (Uncredited)    |                 |
| 2018 | Vent                                  | Parker                     | 短編            |
| 2019 | カオス・ウォーキング                  | Farnbranch Man             |                 |
| 2019 | Catch-22                              | Snowden                    | ミニシリーズ    |
| 2021 | ベイカー街探偵団 The Irregulars       | レオポルド(Leopord)        | Netflixシリーズ |
| 2023 | Girl at the River                     | Jonathan                   | TVシリーズ      |